# Cosne-Cours-sur-Loire
Cosne-Cours-sur-Loire là một xã của tỉnh Nièvre, thuộc vùng Bourgogne-Franche-Comté, miền trung nước Pháp.

## Dân số
Theo điều tra dân số 1999 có dân số là 11,399. Vào ngày ngày 1 tháng 1 năm 2005, xấp xỉ là 11,300.

## Twin towns
Cosne-Cours-sur-Loire kết nghĩa với::
- Bad Ems, Đức
- Harpenden, United Kingdom
- Herentals, Bỉ